# Escuelas Asociadas Beth Rivkah
La red de Escuelas Asociadas Beth Rivkah (en inglés: Associated Beth Rivkah Schools), también conocida como Bais Rivkah, es una asociación de escuelas para niñas pertenecientes al movimiento jasídico Jabad-Lubavitch. Fue establecida en 1941 por el Iosef Itzjak Schneerson, el sexto rebe de Jabad Lubavitch, y fue posteriormente desarrollada por su yerno, Menachem Mendel Schneerson, el séptimo rebe. La escuela insignia en Crown Heights, Brooklyn, incluye un departamento de infancia temprana, una escuela primaria, una escuela secundaria y un seminario de capacitación de maestros. Otras sucursales se encuentran en Montreal, Canadá; Yerres, Francia; Melbourne, Australia; Casablanca, Marruecos; y Kfar Chabad, Israel.

## Alumnas
Muchas niñas de Lubavitch asisten al sistema escolar de Beth Rivkah desde el primer grado hasta el duodécimo. Los estudiantes del seminario de formación de maestros de uno o dos años de duración tienen la opción de obtener un certificado de enseñanza, que puede ser utilizado tanto en las escuelas judías de Jabad como en las escuelas no judías.
Las escuelas Beth Rivkah aceptan a todas las estudiantes judías sin importar su afiliación religiosa o su nivel educativo. También acepta a estudiantes que no pueden pagar la matrícula completa. La escuela ha evitado el déficit financiero debido a su política de matrícula. En septiembre de 2014, las divisiones de preescolar, primaria y secundaria no abrieron a tiempo para el semestre de otoño debido a dificultades financieras; el centro de infancia temprana, financiado por el gobierno, no se vio afectado.
Las escuelas Beth Rivkah tienen un código de vestimenta, la vestimenta de las alumnas y las profesoras debe cumplir con las leyes judías de modestia y recato (tzinut). En 2012, la escuela de Crown Heights ordenó a los estudiantes que eliminaran sus cuentas de Facebook o se enfrentaran a la expulsión. Dado que muchas niñas se llaman Chaya Mushka en honor a la Rebbetzin del séptimo Rebe de Lubavitch, las maestras llaman a sus alumnas por sus apellidos.

## Nombre
El sexto Rebe de Lubavitch eligió el nombre de Beth Rivkah en honor a su abuela, la Rebbetzin Rivkah Schneersohn, esposa del cuarto Rebe de Lubavitch el Rabino Samuel Schneersohn.

## Ubicación
Beth Rivkah de Crown Heights está distribuida en dos campus. El centro de infancia temprana y la escuela primaria están ubicados en el Campus Chomesh en 470 Lefferts Avenue. La escuela secundaria, el seminario de capacitación de maestros y las oficinas administrativas están ubicadas en el número 310 de la calle Crown.

## Historia
La escuela primaria para niñas Beth Rivkah fue establecida por el rabino Iosef Itzjak Schneersohn en Brooklyn, Nueva York, en 1941, dos años después de haber fundado la primera yeshivá para niños en esa ciudad. La inscripción inicial de unos 30 estudiantes se reunió en una tienda alquilada. La escuela secundaria fue establecida en 1955, y el seminario de formación de maestros abrió sus puertas en Crown Heights en 1960.
Las divisiones de escuelas primarias y secundarias experimentaron un crecimiento significativo desde finales de la década de 1950 hasta la década de 1970 debido a la alta tasa de natalidad entre las familias de Lubavitch, y la afluencia de refugiados judíos soviéticos e iraníes a la ciudad de Nueva York. A principios de la década de 1980, la matrícula superaba los 600 estudiantes.
En 1988, el séptimo Rebe de Lubavitch presidió una ceremonia de colocación de la primera piedra del campus Chomesh, que él estableció como un monumento a su Rebbetzin, Chaya Mushka Schneerson, quien había muerto ese año. El campus, de cuatro pisos y 11.600 m² (125.000 pies cuadrados), ocupa el emplazamiento del antiguo Hospital General Lefferts y dos estructuras adyacentes, cubriendo casi una manzana de la ciudad. El campus tiene capacidad para más de 2.000 estudiantes con cerca de 100 aulas, así como laboratorios de ciencias, centros de computación, bibliotecas, un gimnasio deportivo y un patio de recreo en la terraza. El filántropo Ronald Perelman proporcionó casi la mitad de la financiación de 15 millones de dólares para el campus, que abrió sus puertas en 1995.

## Plan de estudios
La escuela está en funcionamiento seis días a la semana, excluyendo el Shabat (sábado), y la tarde del viernes, para dar tiempo a realizar los preparativos del Shabat. La jornada escolar es de 9:00 a 16:00 horas, con una pausa de media hora para el almuerzo. Los estudios judaicos, incluyendo la Biblia, el Midrash, la ley judía, la historia judía, el idioma hebreo, el idioma yidis y los escritos de los Rebes de Jabad se enseñan por las mañanas. Las asignaturas seculares como inglés, matemáticas, geografía, ciencias e historia americana se enseñan por las tardes. Mientras que en décadas anteriores el idioma de instrucción era el yidis, ahora la escuela enseña las asignaturas religiosas en hebreo y las asignaturas seculares en inglés. El yidis se enseña como segunda lengua. Una asignatura opcional en yidis se ofrece en primer grado.
Como escuela privada certificada por el Estado de Nueva York, Beth Rivkah está obligada a enseñar ciencias (biología y química), historia (Estados Unidos e historia mundial), literatura inglesa y matemáticas (álgebra, geometría y trigonometría), entre otras materias. Para la ciencia de quinto grado y la historia del mundo de sexto grado, sin embargo, los educadores de Jabad evitan los folletos y libros de texto exigidos por el estado y en su lugar utilizan material que recogen de una variedad de fuentes para cumplir con las creencias religiosas del movimiento jasídico. En la escuela secundaria, donde la Junta de Regentes de Nueva York exige que los estudiantes estudien a partir de libros de texto específicos, los maestros añaden sus propias anotaciones a las páginas que describen teorías como el Big Bang y la evolución para informar a los estudiantes sobre el punto de vista de la Torá sobre estos temas. Las novelas que se leen en las clases de literatura inglesa también son examinadas para determinar si cumplen con la filosofía y las creencias religiosas de Jabad.
Los maestros de Beth Rivkah emplean técnicas pedagógicas tales como "trabajo en grupo, el aprendizaje cooperativo y los métodos de inteligencia múltiple", y asisten a talleres regionales y nacionales patrocinados por Jabad para mejorar sus métodos pedagógicos.

## Campamento de verano
La escuela de Crown Heights lleva a cabo un campamento de 7 semanas en las instalaciones cada verano para preescolares hasta el séptimo grado. El campamento está dividido en tres divisiones: el campo de los niños (Pre-1A), la división de los jóvenes (Grados 1 y 2) y la división de los mayores (Grados 3 a 7).

## Sucursales
El séptimo Rebe de Lubavitch, Menachem Mendel Schneerson, fundó otras ramas de Beth Rivkah en Yerres, Francia; Montreal, Quebec, Canadá; Melbourne, Australia; Casablanca, Meknes, y Sefrou, Marruecos; y Kfar Chabad, Israel en las décadas de 1940 y 1950. En 1967, había 98 escuelas Beth Rivkah en todo el mundo, con 40.000 estudiantes matriculadas.

### Yerres, Francia
La escuela Beth Rivkah está ubicada en la comuna francesa de Yerres. El centro abrió sus puertas en 1947. La escuela consiste en un departamento de primera infancia, una escuela primaria, una escuela secundaria y un seminario femenino. También hay una sección para los chicos. En el año 2015, había un total de 600 alumnas matriculadas.

### Montreal, Quebec, Canadá
La Academia Beth Rivkah de Montreal abrió sus puertas en 1956. En 1967 abrió una instalación para 500 estudiantes, con dormitorios para 180 personas. A partir de 2015, la inscripción en el departamento de infancia temprana, en la escuela primaria y en la secundaria es de 600 estudiantes, con edades que van desde los 18 meses de edad hasta los 18 años. Aproximadamente el 10% por ciento de los estudiantes son alumnos inmigrantes, y hay un porcentaje significativo de estudiantes con necesidades especiales en los departamentos de la escuela primaria y la secundaria. Además de ofrecer estudios religiosos y seculares, la academia es una escuela acreditada de lengua francesa.

### Melbourne, Australia
El Colegio Femenino Beth Rivkah fue establecido en 1956. Forma parte de la red educativa del Centro Yeshiva, que incluye el Colegio Yeshiva para niños fundado en 1954. El Colegio Femenino Beth Rikvah consiste en una escuela preescolar, primaria y secundaria para niñas. Una escuela hermana, Ohel Chana, es un seminario de formación de maestros. Tanto Beth Rivkah como el Colegio Yeshiva matriculan a estudiantes de familias de miembros de Jabad.

### Marruecos
Las escuelas Beth Rivkah se establecieron en Casablanca, Meknes y Sefrou, Marruecos, a mediados de la década de los 50. Según una encuesta de 1956, estas escuelas tenían una matrícula combinada de 374 estudiantes ese año. Con la migración de los judíos marroquíes a Israel y a Francia en la década de 1950, la yeshivá de Lubavitch para niños, Oholei Yosef Yitzchok, y la escuela Beth Rivkah para niñas se ubicaron en Casablanca, y se abrieron dormitorios para alojar a estudiantes de otros lugares. En 1980, la escuela Beth Rivkah contaba con unas 300 alumnas.

### Israel
El Colegio Beit Rivkah está ubicado en Kfar Chabad, Israel, y abrió sus puertas en 1957. Originalmente era un instituto de formación de maestros, el centro evolucionó hasta convertirse en un seminario y luego en un colegio de maestros que otorga títulos de Bachillerato y Administración de Empresas. En 2010, la matrícula era de 1.000 estudiantes en Kfar Chabad y en las sucursales de Jerusalén y Safed.